# Fargesia rufa
Espèce
Fargesia rufa est une espèce de plantes de la famille des Poacées, sous-famille des Bambusoideae, originaire de Chine. 
Les bambous vendus dans les jardineries en Occident comme plantes ornementales sous le nom de Fargesia rufa appartiennent en fait à un cultivar (variété cultivée) d'une autre espèce, Fargesia dracocephala ; leur nom exact est donc Fargesia dracocephala 'Rufa',.
Ce bambou est très buissonnant, ses feuilles peuvent former des touffes très denses.
Ses gaines caulinaires sont caduques et prennent une coloration qui passe du brun au rouge. Ses feuilles sont vertes, fines, légèrement incurvées et pointues. Il supporte bien l'exposition en plein soleil.
| Hauteur max | Rusticité | Exposition              |
| ----------- | --------- | ----------------------- |
| 2 à 3 m     | −26 °C    | Ombre, Mi-ombre, Soleil |